# Gezamenlijk team op de Olympische Winterspelen 1992
Het Gezamenlijk team op de Olympische Spelen bestond uit de voormalige Sovjet-republieken met uitzondering van de Baltische staten. Ze werden ook informeel het Gemenebest van Onafhankelijke Staten (GOS) genoemd alhoewel Georgië pas lid werd van het GOS in 1993.
Het team droeg de naam "Equipe Unifiée", had de IOC-code "EUN" en voerden de olympische vlag.
Deelnemers uit de volgende staten maakten deel uit van het Gezamenlijk team op de Winterspelen:
- Kazachstan (KAZ)
- Oekraïne (UKR)
- Oezbekistan (UZB)
- Rusland (RUS)
- Wit-Rusland (BLR)

## Medailleoverzicht
Het Gezamenlijk team was op een na het succesvolste team op de Olympische Winterspelen 1992
, ze namen de tweede positie in na Duitsland op de medaillespiegel, met 9 gouden, 6 zilveren en 8 bronzen medailles.
| Sport          | Olympiër                                                               | Discipline                   | Medaille |
| -------------- | ---------------------------------------------------------------------- | ---------------------------- | -------- |
| Biatlon        | Jevgeni Redkin                                                         | 20 km (m)                    | Goud     |
| Biatlon        | Anfisa Reztsova                                                        | 7,5 km (v)                   | Goud     |
| Kunstrijden    | Viktor Petrenko                                                        | mannen                       | Goud     |
| Kunstrijden    | Natalja Misjkoetjonok Artoer Dmitrijev                                 | paarrijden                   | Goud     |
| Kunstrijden    | Marina Klimova Sergej Ponomarenko                                      | ijsdansen                    | Goud     |
| Langlaufen     | Ljoebov Jegorova                                                       | 15 km klassiek (v)           | Goud     |
| Langlaufen     | Ljoebov Jegorova                                                       | achtervolging 5 km+10 km (v) | Goud     |
| Langlaufen     | Jelena Välbe Raisa Smetanina Larisa Lazoetina Ljoebov Jegorova         | 4x5 km estafette (v)         | Goud     |
| IJshockey      | Olympisch team                                                         | mannen                       | Goud     |
| Biatlon        | Svetlana Petsjerskaja                                                  | 15 km (v)                    | Zilver   |
| Biatlon        | Valeri Medvedtsev Aleksandr Popov Valeri Kirijenko Sergej Tsjepikov    | 4x7,5 km estafette (m)       | Zilver   |
| Freestyleskiën | Jelizaveta Kozjevnikova                                                | moguls (v)                   | Zilver   |
| Kunstrijden    | Jelena Betsjke Denis Petrov                                            | paarrijden                   | Zilver   |
| Langlaufen     | Ljoebov Jegorova                                                       | 5 km klassiek (v)            | Zilver   |
| Langlaufen     | Ljoebov Jegorova                                                       | 30 km vrije stijl (v)        | Zilver   |
| Biatlon        | Jelena Belova                                                          | 15 km (v)                    | Brons    |
| Biatlon        | Jelena Belova Anfisa Reztsova Jelena Melnikova                         | 3x7,5 km estafette (v)       | Brons    |
| Kunstrijden    | Maja Oesova Aleksandr Zjoelin                                          | ijsdansen                    | Brons    |
| Langlaufen     | Jelena Välbe                                                           | 5 km klassiek (v)            | Brons    |
| Langlaufen     | Jelena Välbe                                                           | 15 km klassiek (v)           | Brons    |
| Langlaufen     | Jelena Välbe                                                           | 30 km vrije stijl (v)        | Brons    |
| Langlaufen     | Jelena Välbe                                                           | achtervolging 5 km+10 km (v) | Brons    |
| Shorttrack     | Joelija Allagoelova Natalja Isakova Viktorija Taranina Joelija Vlasova | 3000 m aflossing (v)         | Brons    |

## Deelnemers en resultaten

### Alpineskiën
| Olympiër               | Discipline     | Resultaat | Prestatie                                                                                |
| ---------------------- | -------------- | --------- | ---------------------------------------------------------------------------------------- |
| Vitali Andrejev        | afdaling (m)   | 21e       | 1.53,52 (+3,15)                                                                          |
| Vitali Andrejev        | super g (m)    | dnf       | opgave                                                                                   |
| Vitali Andrejev        | combinatie (m) | 20e       | 85,07 p. (+70,49) afdaling: 10,6 p. (1.46,01) slalom: 74,47 p. (1.54,24: 55,80+58,44)    |
| Aleksej Maslov         | afdaling (m)   | 22e       | 1.53,68 (+3,31)                                                                          |
| Aleksej Maslov         | super g (m)    | 49e       | 1.19,71 (+6,67)                                                                          |
| Aleksej Maslov         | combinatie (m) | dns-s1    | niet gestart slalom run 1 afdaling: 1.48,53                                              |
| Konstantin Tsjistjakov | afdaling (m)   | 24e       | 1.53,93 (+3,56)                                                                          |
| Konstantin Tsjistjakov | super g (m)    | 22e       | 1.16,14 (+3,10)                                                                          |
| Konstantin Tsjistjakov | combinatie (m) | dnf-s1    | opgave slalom run 1 afdaling: 1.47,95                                                    |
|                        |                |           |                                                                                          |
| Svetlana Gladysjeva    | afdaling (v)   | 8e        | 1.53,85 (+1,30)                                                                          |
| Svetlana Gladysjeva    | super g (v)    | 25e       | 1.26,51 (+5,29)                                                                          |
| Svetlana Gladysjeva    | combinatie (v) | 12e       | 61,25 p. (+58,7) afdaling: 12,96 p. (1.26,88) slalom: 48,29 p. (1.15,16: 38,15+37,01)    |
| Tatjana Lebedeva       | afdaling (v)   | 19e       | 1.55,15 (+2,60)                                                                          |
| Tatjana Lebedeva       | super g (v)    | 28e       | 1.26,92 (+5,70)                                                                          |
| Tatjana Lebedeva       | combinatie (v) | 18e       | 111,34 p. (+108,79) afdaling: 24,31 p. (1.27,79) slalom: 87,03 p. (1.19,87: 40,05+39,82) |
| Svetlana Novikova      | afdaling (v)   | 27e       | 1.59,18 (+6,63)                                                                          |
| Svetlana Novikova      | combinatie (v) | 19e       | 122,48 p. (+119,93) afdaling: 52,23 p. (1.30,03) slalom: 70,25 p. (1.17,83: 38,89+38,94) |
| Varvara Zelenskaja     | super g (v)    | 24e       | 1.26,39 (+5,17)                                                                          |
| Varvara Zelenskaja     | combinatie (v) | dnf-a     | opgave afdaling                                                                          |

### Biatlon
| Olympiër                                                                 | Discipline             | Resultaat | Prestatie |
| ------------------------------------------------------------------------ | ---------------------- | --------- | --- |
| Valeri Kirijenko                                                         | 10 km (m)              | 5e        | 26.31,8 (+29,5) pen.: 3 (1 + 2)                                                                                           |
| Valeri Kirijenko                                                         | 20 km (m)              | 11e       | 59.12,6 (+1.38,2) pen.: 4 (0 + 1 + 2 + 1)                                                                                 |
| Valeri Medvedtsev                                                        | 10 km (m)              | 25e       | 27.39,5 (+1.37,2) pen.: 2 (1 + 1)                                                                                         |
| Aleksandr Popov                                                          | 10 km (m)              | 18e       | 27.31,3 (+1.29,0) pen.: 1 (1 + 0)                                                                                         |
| Aleksandr Popov                                                          | 20 km (m)              | 4e        | 58.02,9 (+28,5) pen.: 2 (0 + 1 + 0 + 1)                                                                                   |
| Jevgeni Redkin                                                           | 20 km (m)              | Goud      | 57.34,4 pen.: 0 (0 + 0 + 0 + 0)                                                                                           |
| Sergej Tsjepikov                                                         | 10 km (m)              | 4e        | 26.27,5 (+25,2) pen.: 0 (0 + 0)                                                                                           |
| Sergej Tsjepikov                                                         | 20 km (m)              | 10e       | 58.47,6 (+1.13,2) pen.: 3 (0 + 2 + 1 + 0)                                                                                 |
| Team Valeri Medvedtsev Aleksandr Popov Valeri Kirijenko Sergej Tsjepikov | 4x7,5 km estafette (m) | Zilver    | 1:25.06,3 (+22,8) pen.: 0 21.56,3 pen.: 0 (0 + 0) 21.01,2 pen.: 0 (0 + 0) 21.11,7 pen.: 0 (0 + 0) 20.57,1 pen.: 0 (0 + 0) |
|                                                                          |                        |           | |
| Jelena Belova                                                            | 7,5 km (v)             | Brons     | 24.50,8 (+21,6) pen.: 2 (2 + 0)                                                                                           |
| Jelena Golovina                                                          | 7,5 km (v)             | 20e       | 26.50,3 (+2.21,1) pen.: 1 (0 + 1)                                                                                         |
| Jelena Golovina                                                          | 15 km (v)              | 22e       | 56.17,9 (+4.30,7) pen.: 2 (1 + 1 + 0 + 0)                                                                                 |
| Svetlana Paramygina                                                      | 15 km (v)              | 21e       | 56.15,2 (+4.28,0) pen.: 4 (1 + 2 + 0 + 1)                                                                                 |
| Svetlana Petsjerskaja                                                    | 7,5 km (v)             | 13e       | 26.09,7 (+1.40,5) pen.: 0 (0 + 0)                                                                                         |
| Svetlana Petsjerskaja                                                    | 15 km (v)              | Zilver    | 51.58,5 (+11,3) pen.: 1 (0 + 1 + 0 + 0)                                                                                   |
| Anfisa Reztsova                                                          | 7,5 km (v)             | Goud      | 24.29,2 pen.: 3 (0 + 3)                                                                                                   |
| Anfisa Reztsova                                                          | 15 km (v)              | 26e       | 56.52,6 (+5.05,4) pen.: 9 (0 + 3 + 2 + 4)                                                                                 |
| Team Jelena Belova Anfisa Reztsova Jelena Melnikova                      | 3x7,5 km estafette (v) | Brons     | 1:16.54,6 (+59,0) pen.: 2 26.21,9 pen.: 1 (0 + 1) 24.33,5 pen.: 1 (1 + 0) 25.59,2 pen.: 0 (0 + 0)                         |

### Bobsleeën
| Olympiër                                                                       | Discipline                        | Resultaat | Prestatie                                               |
| ------------------------------------------------------------------------------ | --------------------------------- | --------- | ------------------------------------------------------- |
| Vladimir Jefimov Aleksej Golovin                                               | 2-mansbob (m) Gezamenlijk team I  | 20e       | 4.07,30 (+4,04) (1.01,17 / 1.01,85 / 1.02,03 / 1.02,25) |
| Oleg Soechoroetsjenko Andrej Gorochov                                          | 2-mansbob (m) Gezamenlijk team II | 26e       | 4.08,33 (+5,07) (1.01,77 / 1.02,06 / 1.02,19 / 1.02,31) |
| Oleg Soechoroetsjenko Oleksandr Bortjoek Vladimir Ljoebovitski Andrej Gorochov | 4-mansbob (m) Gezamenlijk team I  | 19e       | 3.57,43 (+3,53) (59,05 / 1.00,05 / 58,94 / 59,39)       |
| Vladimir Jefimov Oleg Petrov Sergej Kroeglov Aleksandr Pasjkov                 | 4-mansbob (m) Gezamenlijk team II | 22e       | 4.00,59 (+6,69) (59,80 / 1.00,19 / 1.00,34 / 1.00,26)   |

### Freestyleskiën
| Olympiër                | Discipline | Resultaat | Prestatie                         |
| ----------------------- | ---------- | --------- | --------------------------------- |
| Sergej Sjoepletsov      | moguls (m) | 12e       | 21,60 p. (kwalificatie: 22,65 p.) |
| Andrej Ivanov           | moguls (m) | 21e       | dnq (kwalificatie: 21,24 p.)      |
| Aleksej Bannikov        | moguls (m) | 33e       | dnq (kwalificatie: 17,12 p.)      |
| Michail Lyzjin          | moguls (m) | 36e       | dnq (kwalificatie: 16,04 p.)      |
| Jelizaveta Kozjevnikova | moguls (v) | Zilver    | 23,50 p. (kwalificatie: 22,22 p.) |
| Jelena Koroljova        | moguls (v) | 10e       | dnq (kwalificatie: 20,01 p.)      |
| Olga Lytsjkina          | moguls (v) | 12e       | dnq (kwalificatie: 18,04 p.)      |
| Larisa Oedodova         | moguls (v) | 23e       | dnq (kwalificatie: 11,17 p.)      |

### Kunstrijden
| Olympiër                               | Discipline | Resultaat | Prestatie                                            |
| -------------------------------------- | ---------- | --------- | ---------------------------------------------------- |
| Viktor Petrenko                        | mannen     | Goud      | 1,5 p. (korte kür: 1 - lange kür: 1)                 |
| Aleksej Oermanov                       | mannen     | 5e        | 7,5 p. (korte kür: 5 - lange kür: 5)                 |
| Vjatsjeslav Zahorodnjoek               | mannen     | 8e        | 13,0 p. (korte kür: 10 - lange kür: 8)               |
| Joelija Vorobjova                      | vrouwen    | 14e       | 20,0 p. (korte kür: 14 - lange kür: 13)              |
| Tatjana Ratsjkova                      | vrouwen    | 16e       | 20,5 p. (korte kür: 13 - lange kür: 14)              |
| Natalja Misjkoetjonok Artoer Dmitrijev | paarrijden | Goud      | 1,5 p. (korte kür: 1 - lange kür: 1)                 |
| Jelena Betsjke Denis Petrov            | paarrijden | Zilver    | 3,0 p. (korte kür: 2 - lange kür: 2)                 |
| Jevgenija Sjisjkova Vadim Naumov       | paarrijden | 5e        | 7,5 p. (korte kür: 5 - lange kür: 5)                 |
| Marina Klimova Sergej Ponomarenko      | ijsdansen  | Goud      | 2,0 p. (verpl.1: 1 - verpl.2: 1 - org.: 1 - vrij: 1) |
| Maja Oesova Aleksandr Zjoelin          | ijsdansen  | Brons     | 5,6 p. (verpl.1: 2 - verpl.2: 2 - org.: 3 - vrij: 3) |
| Oksana Grisjtsjoek Jevgeni Platov      | ijsdansen  | 4e        | 8,0 p. (verpl.1: 4 - verpl.2: 4 - org.: 4 - vrij: 4) |

### Langlaufen
| Olympiër                                                                  | Discipline                    | Resultaat | Prestatie                                           |
| ------------------------------------------------------------------------- | ----------------------------- | --------- | --------------------------------------------------- |
| Michail Botvinov                                                          | 10 km klassiek (m)            | 11e       | 28.55,8 (+1.19,8)                                   |
| Michail Botvinov                                                          | 30 km klassiek (m)            | 12e       | 1:25.36,9 (+3.09,1)                                 |
| Michail Botvinov                                                          | 50 km vrije stijl (m)         | 28e       | 2:14.20,8 (+10.39,3)                                |
| Michail Botvinov                                                          | achtervolging 10 km+15 km (m) | 15e       | +3.05,2 (10 km:28.55 + 15 km:39.48,1)               |
| Aleksandr Goloebjev                                                       | 30 km klassiek (m)            | 14e       | 1:25.56,1 (+3.28,3)                                 |
| Aleksandr Goloebjev                                                       | 50 km vrije stijl (m)         | 17e       | 2:11.20,1 (+7.38,6)                                 |
| German Karatsjevski                                                       | 10 km klassiek (m)            | 62e       | 32.12,6 (+4.36,6)                                   |
| German Karatsjevski                                                       | achtervolging 10 km+15 km (m) | 43e       | +6.07,6 (10 km:32.12 + 15 km:39.33,5)               |
| Andrej Kirylov                                                            | 10 km klassiek (m)            | 30e       | 30.27,4 (+2.51,4)                                   |
| Andrej Kirylov                                                            | achtervolging 10 km+15 km (m) | 17e       | +3.13,0 (10 km:30.27 + 15 km:38.23,9)               |
| Aleksej Prokoerorov                                                       | 30 km klassiek (m)            | 21e       | 1:27.20,5 (+4.52,7)                                 |
| Aleksej Prokoerorov                                                       | 50 km vrije stijl (m)         | 4e        | 2:07.06,1 (+3.24,6)                                 |
| Vladimir Smirnov                                                          | 10 km klassiek (m)            | 13e       | 29.13,1 (+1.37,1)                                   |
| Vladimir Smirnov                                                          | 30 km klassiek (m)            | 9e        | 1:25.27,6 (+2.59,8)                                 |
| Vladimir Smirnov                                                          | 50 km vrije stijl (m)         | 35e       | 2:15.48,5 (+12.07,0)                                |
| Vladimir Smirnov                                                          | achtervolging 10 km+15 km (m) | 8e        | +1.57,9 (10 km:29.13 + 15 km:38.22,8)               |
| Team Andrej Kirylov Vladimir Smirnov Michail Botvinov Aleksej Prokoerorov | 4x10 km estafette (m)         | 5e        | 1:43.03,6 (+3.37,6) 26.00,0 24.43,4 25.02,6 27.17,6 |
|                                                                           |                               |           |                                                     |
| Olga Danilova                                                             | 5 km klassiek (v)             | 6e        | 14.37,2 (+23,4)                                     |
| Olga Danilova                                                             | 30 km vrije stijl (v)         | 20e       | 1:30.30,7 (+8.00,6)                                 |
| Olga Danilova                                                             | achtervolging 5 km+10 km (v)  | 11e       | +2.16,5 (5 km:14.37 + 10 km:27.47,2)                |
| Larisa Lazoetina                                                          | 5 km klassiek (v)             | 7e        | 14.41,7 (+27,9)                                     |
| Larisa Lazoetina                                                          | 30 km vrije stijl (v)         | 5e        | 1:26.31,8 (+4.01,7)                                 |
| Larisa Lazoetina                                                          | achtervolging 5 km+10 km (v)  | 8e        | +1.41,1 (5 km:14.41 + 10 km:27.07,8)                |
| Natalja Martynova                                                         | 15 km klassiek (v)            | 12e       | 45.16,1 (+2.55,3)                                   |
| Raisa Smetanina                                                           | 15 km klassiek (v)            | 4e        | 44.01,5 (+1.40,7)                                   |
| Jelena Välbe                                                              | 5 km klassiek (v)             | Brons     | 14.22,7 (+8,9)                                      |
| Jelena Välbe                                                              | 15 km klassiek (v)            | Brons     | 43.42,3 (+1.21,5)                                   |
| Jelena Välbe                                                              | 30 km vrije stijl (v)         | Brons     | 1:24.13,9 (+1.43,8)                                 |
| Jelena Välbe                                                              | achtervolging 5 km+10 km (v)  | Brons     | +44,0 (5 km:14.22 + 10 km:26.29,7)                  |
| Ljoebov Jegorova                                                          | 5 km klassiek (v)             | Zilver    | 14.14,7 (+0,9)                                      |
| Ljoebov Jegorova                                                          | 15 km klassiek (v)            | Goud      | 42.20,8                                             |
| Ljoebov Jegorova                                                          | 30 km vrije stijl (v)         | Zilver    | 1:22.52,0 (+21,9)                                   |
| Ljoebov Jegorova                                                          | achtervolging 5 km+10 km (v)  | Goud      | 40.07,7 (5 km:14.14 + 10 km:25.53,7)                |
| Team Jelena Välbe Raisa Smetanina Larisa Lazoetina Ljoebov Jegorova       | 4x5 km estafette (v)          | Goud      | 59.34,8 14.51,2 15.15,1 15.12,7 14.15,8             |

### Noordse combinatie
| Olympiër                                                 | Discipline      | Resultaat | Prestatie |
| -------------------------------------------------------- | --------------- | --------- | --- |
| Andrej Doendakov                                         | individueel (m) | 11e       | +3.16,1 — schans: 210,4 p — 15 km: 45.43,5 |
| Vasili Savin                                             | individueel (m) | 22e       | +4.56,7 — schans: 179,4 p — 15 km: 43.57,4 |
| Valeri Stoljarov                                         | individueel (m) | 33e       | +7.22,1 — schans: 192,0 p — 15 km: 47.46,8 |
| Sergej Sjvagirjev                                        | individueel (m) | 36e       | +8.35,5 — schans: 205,0 p — 15 km: 50,26,9 |
| Team Andrej Doendakov Sergej Sjvagirjev Valeri Stoljarov | team (m)        | 11e       | +14.20,7 — schans: 545,3 p — 30 km: 1:29.38,2 schans: 193,1 p — 10 km: 28.35,2 schans: 167,4 p — 10 km: 30.39,6 schans: 184,8 p — 10 km: 30.23,4 |

### Rodelen
| Olympiër                           | Discipline | Resultaat | Prestatie                                             |
| ---------------------------------- | ---------- | --------- | ----------------------------------------------------- |
| Sergej Danilin                     | mannen     | 9e        | 3.03,773 (+1,410) (45,708 / 45,622 / 46,281 / 46,162) |
| Oleg Jermolin                      | mannen     | 15e       | 3.05,295 (+2,932) (46,046 / 46,176 / 46,569 / 46,504) |
| Edoeard Boermistrov                | mannen     | 16e       | 3.05,510 (+3,147) (46,138 / 46,032 / 46,612 / 46,728) |
| Natalija Jakoesjenko               | vrouwen    | 8e        | 3.08,383 (+1,687) (47,097 / 47,215 / 47,178 / 46,893) |
| Irina Goebkina                     | vrouwen    | 10e       | 3.08,746 (+2,050) (47,175 / 47,273 / 47,264 / 47,034) |
| Nadezjda Danilina                  | vrouwen    | 12e       | 3.08,828 (+2,132) (47,324 / 47,215 / 47,264 / 47,025) |
| Albert Demtsjenko Aleksej Zelenski | dubbel     | 8e        | 1.33,299 (+1,246) (46,552 / 46,747)                   |
| Igor Lobanov Gennadi Beljakov      | dubbel     | 10e       | 1.33,947 (+1,894) (46,849 / 47,098)                   |

### Schaatsen
| Olympiër               | Discipline   | Resultaat | Prestatie         |
| ---------------------- | ------------ | --------- | ----------------- |
| Andrej Bachvalov       | 1000 m (m)   | 25e       | 1.17,21 (+2,36)   |
| Nikolaj Goeljajev      | 1000 m (m)   | 8e        | 1.15,46 (+0,61)   |
| Aleksandr Goloebev     | 500 m (m)    | 7e        | 37,51 (+0,37)     |
| Konstantin Kalistratov | 1500 m (m)   | 22e       | 1.59,02 (+4,21)   |
| Sergej Klevtsjenja     | 500 m (m)    | 21e       | 38,26 (+1,12)     |
| Aleksandr Klimov       | 1000 m (m)   | 13e       | 1.16,05 (+1,20)   |
| Aleksandr Klimov       | 1500 m (m)   | 31e       | 2.00,94 (+6,13)   |
| Vadim Sajoetin         | 5000 m (m)   | 11e       | 7.13,20 (+13,23)  |
| Vadim Sajoetin         | 10.000 m (m) | 19e       | 14.49,31 (+37,19) |
| Jevgeni Sanarov        | 5000 m (m)   | 8e        | 7.11,38 (+11,41)  |
| Jevgeni Sanarov        | 10.000 m (m) | 10e       | 14.38,99 (+26,87) |
| Vadim Sjaksjakbajev    | 500 m (m)    | 14e       | 37,86 (+0,72)     |
| Joeri Sjoelga          | 1500 m (m)   | 16e       | 1.57,80 (+2,99)   |
| Bronislav Snetkov      | 5000 m (m)   | 29e       | 7.28,93 (+28,96)  |
| Bronislav Snetkov      | 10.000 m (m) | 17e       | 14.46,87 (+34,75) |
| Igor Zjelezovski       | 500 m (m)    | 8e        | 37,57 (+0,43)     |
| Igor Zjelezovski       | 1000 m (m)   | 6e        | 1.15,05 (+0,20)   |
| Igor Zjelezovski       | 1500 m (m)   | 10e       | 1.57,24 (+2,43)   |
|                        |              |           |                   |
| Svetlana Bazjanova     | 1500 m (v)   | 6e        | 2.07,81 (+1,94)   |
| Svetlana Bazjanova     | 3000 m (v)   | 7e        | 4.28,19 (+8,29)   |
| Svetlana Bazjanova     | 5000 m (v)   | 7e        | 7.45,55 (+13,98)  |
| Svetlana Bojko         | 3000 m (v)   | 5e        | 4.28,00 (+8,10)   |
| Svetlana Bojko         | 5000 m (v)   | 6e        | 7.44,19 (+12,62)  |
| Jelena Lapoega         | 1000 m (v)   | 28e       | 1.25,21 (+3,31)   |
| Jelena Lapoega         | 1500 m (v)   | 25e       | 2.11,72 (+5,85)   |
| Natalja Polozkova      | 500 m (v)    | 15e       | 41,61 (+1,28)     |
| Natalja Polozkova      | 1000 m (v)   | 20e       | 1.24,30 (+2,40)   |
| Natalja Polozkova      | 1500 m (v)   | 4e        | 2.07,12 (+1,25)   |
| Ljoedmila Prokasjeva   | 500 m (v)    | 31e       | 43,19 (+2,86)     |
| Ljoedmila Prokasjeva   | 1500 m (v)   | 10e       | 2.08,71 (+2,84)   |
| Ljoedmila Prokasjeva   | 3000 m (v)   | 10e       | 4.30,76 (+10,86)  |
| Ljoedmila Prokasjeva   | 5000 m (v)   | 5e        | 7.41,65 (+10,08)  |
| Oksana Ravilova        | 500 m (v)    | 16e       | 41,73 (+1,40)     |
| Oksana Ravilova        | 1000 m (v)   | 15e       | 1.24,14 (+2,24)   |
| Jelena Tjoesjnjakova   | 500 m (v)    | 29e       | 42,65 (+2,32)     |
| Jelena Tjoesjnjakova   | 1000 m (v)   | 7e        | 1.22,97 (+1,07)   |

### Schansspringen
| Olympiër                                                         | Discipline                     | Resultaat | Prestatie |
| ---------------------------------------------------------------- | ------------------------------ | --------- | --- |
| Joeri Doedarev                                                   | normale schans individueel (m) | 54e       | 162,5 punten 84,9 p. (76,5 m) + 77,6 p. (73,5 m) |
| Joeri Doedarev                                                   | grote schans individueel (m)   | 47e       | 120,9 punten 64,8 p. (92,0 m) + 56,1 p. (86,5 m) |
| Michail Jesin                                                    | normale schans individueel (m) | 11e       | 204,7 punten 105,8 p. (85,5 m) + 98,9 p. (81,5 m) |
| Michail Jesin                                                    | grote schans individueel (m)   | 10e       | 176,5 punten 96,2 p. (108,0 m) + 80,3 p. (99,5 m) |
| Andrej Vervejkin                                                 | normale schans individueel (m) | 32e       | 186,8 punten 91,5 p. (80,0 m) + 95,3 p. (80,5 m) |
| Andrej Vervejkin                                                 | grote schans individueel (m)   | 29e       | 151,8 punten 79,1 p. (99,0 m) + 72,7 p. (95,5 m) |
| Dionis Vodnev                                                    | normale schans individueel (m) | 25e       | 191,1 punten 88,7 p. (79,5 m) + 102,4 p. (84,0 m) |
| Dionis Vodnev                                                    | grote schans individueel (m)   | 24e       | 156,3 punten 83,6 p. (101,5 m) + 72,7 p. (95,5 m) |
| Team Joeri Doedarev Dionis Vodnev Michail Jesin Andrej Vervejkin | grote schans team (m)          | 11e       | 503,4 punten 55,6 p. (89,0 m) + 51,2 p. (85,5 m) 87,7 p. (105,5 m) + 68,6 p. (94,0 m) 96,8 p. (109,5 m) + 94,7 p. (108,0 m) 82,1 p. (101,5 m) + 73,5 p. (97,5 m) |

### Shorttrack
| Olympiër                                                               | Discipline           | Resultaat | Prestatie                                                               |
| ---------------------------------------------------------------------- | -------------------- | --------- | ----------------------------------------------------------------------- |
| Dmitri Jersjov                                                         | 1000 m (m)           | 11e       | dnq, kf 2 (3e): 1.34,02, vr 3 (2e): 1.37,71                             |
| Marina Pylajeva                                                        | 500 m (v)            | 5e        | B-finale: 48,42, hf 1 (4e): 1.07,56, kf 4 (1e): 47,95, vr 7 (2e): 47,48 |
| Joelija Vlasova                                                        | 500 m (v)            | 7e        | B-finale: 48,70, hf 2 (4e): 1.08,90, kf 2 (2e): 48,63, vr 8 (2e): 48,29 |
| Natalja Isakova                                                        | 500 m (v)            | 17e       | dnq, vr 4 (3e): 48,49                                                   |
| Joelija Allagoelova Natalja Isakova Viktorija Taranina Joelija Vlasova | 3000 m aflossing (v) | Brons     | Finale: 4.42,69, hf 2 (2e): 4.38,37                                     |

### IJshockey
| Olympiër | Discipline | Resultaat | Prestatie |
| --- | ---------- | --------- | --- |
| Sergej Baoetin Igor Boldin Nikolaj Borsjtsjevski Vjatsjeslav Boetsajev Vjatsjeslav Bykov Jevgeni Davydov Darius Kasparaitis Joeri Chmyljov Andrej Chomoetov Andrej Kovalenko Aleksej Kovaljov Igor Kravtsjoek Vladimir Malachov Dmitri Mironov Sergej Petrenko Vitali Prochorov Michail Sjtalenkov Andrej Trefilov Aleksej Zjamnov Dmitri Joesjkevitsj Aleksej Zjitnik Sergej Zoebov | mannen     | Goud      | Voorronde groep B: 8- 1 Gezamenlijk team - Zwitserland 8- 1 Gezamenlijk team - Noorwegen 3- 4 Gezamenlijk team - Tsjecho-Slowakije 8- 0 Gezamenlijk team - Frankrijk 5- 4 Gezamenlijk team - Canada Kwartfinale: 6- 1 Gezamenlijk team - Finland Halve finale: 5- 2 Gezamenlijk team - Verenigde Staten Finale: 3- 1 Gezamenlijk team - Canada |

Algerije · Amerikaanse Maagdeneilanden · Andorra · Argentinië · Australië · België · Bermuda · Bolivia · Brazilië · Bulgarije · Canada · Chili · China · Chinees Taipei · Costa Rica · Cyprus · Denemarken · Duitsland · Estland · Filipijnen · Finland · Frankrijk · Gezamenlijk team · Griekenland · Groot-Brittannië · Honduras · Hongarije · Ierland · IJsland · India · Italië · Jamaica · Japan · Joegoslavië · Kroatië · Letland · Libanon · Liechtenstein · Litouwen · Luxemburg · Marokko · Mexico · Monaco · Mongolië · Nederland · Nederlandse Antillen · Nieuw-Zeeland · Noord-Korea · Noorwegen · Oostenrijk · Polen · Puerto Rico · Roemenië · San Marino · Senegal · Slovenië · Spanje · Swaziland · Tsjecho-Slowakije · Turkije · Verenigde Staten · Zuid-Korea · Zweden · Zwitserland